# Heinrich Friedrich Füger
Heinrich Friedrich Füger (født 8. december 1751 i Heilbronn, død 5. november 1818 i Wien) var en tysk historiemaler. 
Efter læreårene i Stuttgart under Nicolas Guibal og i Dresden under Adam Friedrich Oeser kom han 1774 til Wien og derfra som kejserlig pensionær til Rom. Studierne her og tilknytningen til Anton Rafael Mengs' og Pompeo Batonis kunst blev afgørende for hans udvikling. Efter at han 1782 havde smykket dronningens bibliotek i Napoli med fresker, vendte han 1784 tilbage til Wien. Her blev han professor, hofmaler, vicedirektør for kunstakademiet, direktør for Belvedere og kunstens toneangiver, føreren for den wienske empire. Hans kunst er akademisk-klassicistisk, af Mengs’sk tilsnit, gennemdygtig i sin kunnen, og wiensk ynde er tilsat de strengt idealiserende krav. Af hans mange mytologiske-historiske og allegoriske billeder kan anføres Adam og Eva klagende over Abel, Germanicus’ død, en række arbejder efter Klopstocks Messiade og ligeledes udmærkede tegninger med samme emner, stukne af Leypold. Som portrætmaler var Füger fremragende med portrætter af ham selv og broderen ved flygelet og andre.